# الرومانية الكاثوليكية في إسكتلندا

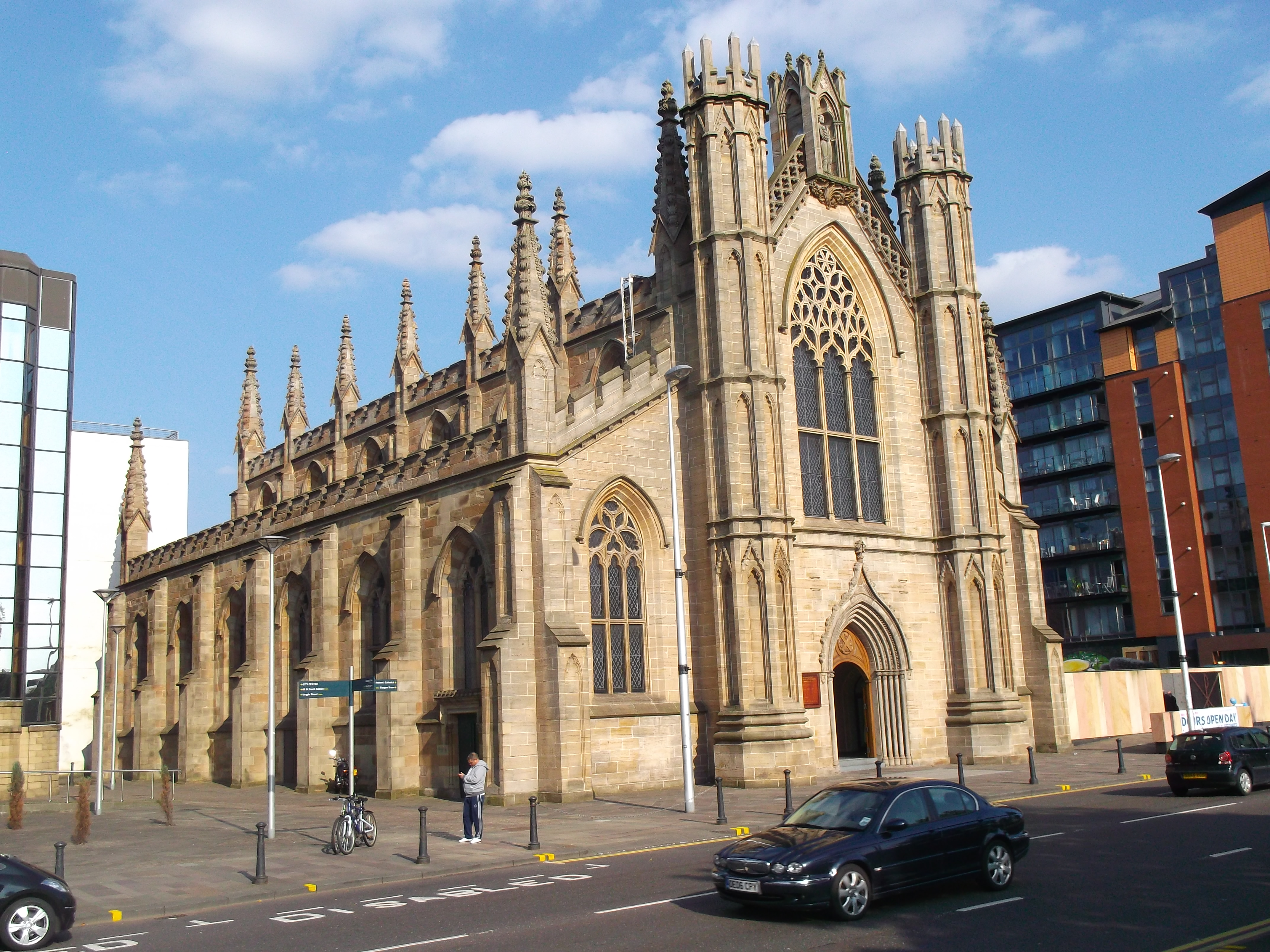
كاتدرائية القديس أندراوس الكاثوليكية في مدينة غلاسغو.

لدى اسكتلندا نسبة مهمة من السكان أتباع الكنيسة الرومانية الكاثوليكية، في عام 2009 كان يتبعها 19% من مجمل السكان ويتواجدون خاصًة في غرب البلاد. العديد من الكاثوليك هم من المتحدرين من المهاجرين الأيرلنديين والمهاجرين من المرتفعات الذين انتقلوا إلى المدن والبلدات في اسكتلندا خلال القرن التاسع عشر، بالإضافة إلى هؤلاء، هناك أعداد كبيرة من الإيطاليين، اللتوانيين، وذوي الأصول البولنديَّة. في تعداد عام 2011 كان هناك حوالي 840,000 كاثوليكي في بلد يبلغ عدد سكانه 5.2 مليون نسمة. في عام 2011 فاق الكاثوليك عدد أتباع كنيسة اسكتلندا في أربعة مجالس إقليميَّة، بما في ذلك لاناركشير الشمالية، إنفركليد، وغرب دونبارتونشير، ومدينة غلاسكو.